# Araripemys
Araripemys é um gênero de tartaruga marinha extinta de 112 a 109 milhões de anos atrás, encontrada nas formações Santana e Crato do Cretáceo Inferior no Brasil. É um dos mais antigos pleurodires conhecidos.
Em 2023, um fóssil de tartaruga depositado na Suíça foi analisado, e descobriu-se que era uma "quimera" formado por partes de Santanachelys gaffneyi, alguma espécie de Araripemys, e ossos não identificados. O fóssil foi repatriado para o Brasil, e depositado na Universidade Federal Rural de Pernambuco.

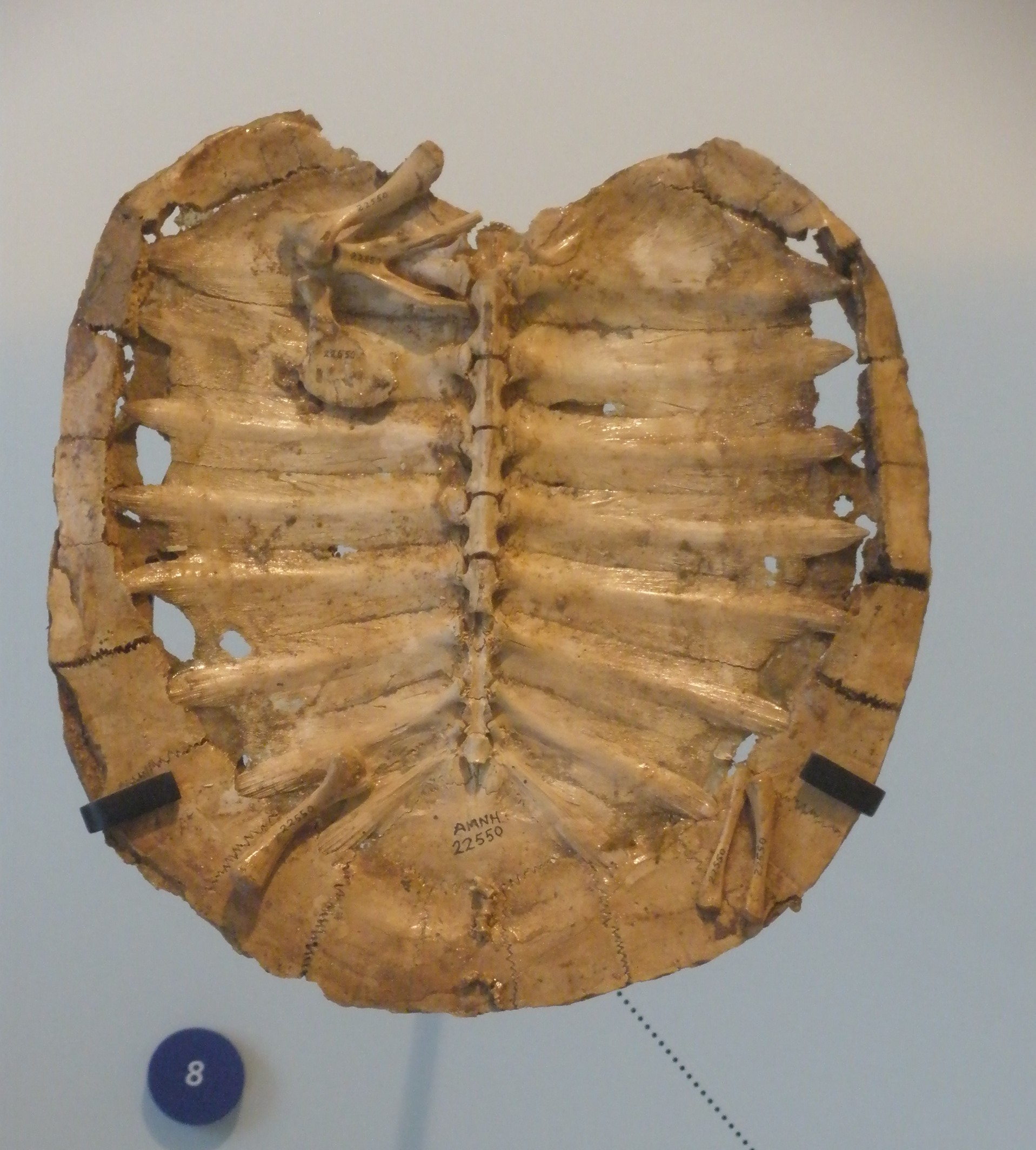
Araripemys barretoi